# Melanie Behringer
Melanie Behringer, född 18 november 1985, är en tysk fotbollsspelare som spelar som yttermittfältare eller offensiv mittfältare för Bayern München och det tyska landslaget. Hon tog guld med det tyska laget vid Olympiska sommarspelen 2016 i Rio de Janeiro.
Behringer har tidigare representerat 1. FFC Frankfurt.